# Georg Friedrich von Trott
Georg Friedrich von Trott (* 1604 in Badingen; † 3. März 1666) war kurbrandenburgischer Generalmajor und Kommandant der Festung Peitz.

## Herkunft
Seine Eltern waren Lewin Friedrich von Trott († 1614), Herr auf Badingen, Himmelpfort und Ribbeck bei Zehdenick, und dessen Ehefrau Eva, geborene von Ribbeck aus dem Haus Glienecke. Er gehörte zur brandenburgischen Linie des Adelsgeschlechts Trott zu Solz, die der kaiserliche Feldmarschall Adam von Trott begründet hatte.
Nach dem frühen Tod seiner Eltern kümmerten sich seine Onkel Oberst Georg Friedrich von Ribbeck und dessen Bruder Oberst Heine von Robbek um ihn. Sie übergaben ihm zunächst an dem Bürgermeister von Berlin Jakob Straßburg.

## Leben
Er immatrikulierte sich 1614 auf der Universität in Frankfurt an der Oder, danach besuchte er die Universitäten in Leipzig und Köln. Danach blieb er sechs Jahre an der Universität in Leiden.
Er ging dann aber in Kurbrandenburger Dienste und 1626 wurde er nun Fähnrich in der Kompanie seines Onkels, des Obristen Ribbeck, 1631 war er Hauptmann in sächsischen Diensten unter Johann Georg von Arnim und zeichnete sich in den Schlachten bei
Breitenfeld und Lützen aus. 1633 rief ihn der brandenburgische Kurfürst zurück- 1634 war er brandenburgischer Major, 1635 war er bereits Oberstleutnant im Regiment Burgsdorff. 1636 kommandierte er 1000 Mann unter von Klitzing die zusammen mit dem sächsischen Regiment von Arnim, welche das von den Schweden geräumte Rathenow und Werben besetzten. Er erhielt mehrere Angebote in fremde Heer zu gehen, was er aber ablehnte, dafür wurde er vom Kurfürsten im Dezember 1639 zum Oberst ernannt.
Am 15. Juni 1640 schrieb er an den Kurfürsten mit der Bitte um Entlassung, um sich um seine Güter zu kümmern, was aber abgelehnt wurde. Stattdessen beförderte ihn der Kurfürst am 15. August 1640 zum Obristen, Kommandanten von Peitz und Kommandeur des dort stationierten Regiments von Kracht. Aber schon am 23. Juli 1641 wurde das Regiment aufgelöst, Trott blieb Kommandant von Peitz. Erst als 1648 Friedrich Wilhelm die Regierung übernahm, erhielt er wieder ein Regiment. Es bestand aus fünf Kompanien mit jeweils 125 Mann, vier Kompanien standen davon in Peitz, die fünfte hingegen in Brandenburg, Rathenow und Hackenberg. 1651 wurde er mit 1000 Mann unter Generalfeldmarschall Otto Christoph von Sparr in das Herzogtum Kleve geschickt, um dort die brandenburgischen Ansprüche durchzusetzen.
Am 20. Juni 1652 bat er erneut um seine Entlassung. Er wurde aber wieder abgewiesen. 1654 marschierte er mit seinem Regiment nach Westfalen, war aber bereits 1656 zurück in Peitz. Der Kurfürst ernannte ihn am 6. April 1656 dann zum Generalmajor. Er starb am 3. März 1666 auf einer Reise von Peitz nach Berlin. Er starb unverheiratet.
Sein Grabstein befand sich in Himmelpfort. Das Geschlecht starb 1727 mit Friedrich Wedige von Trott auf Badingen aus.